# Post to Be
Post to Be è un brano musicale del cantante statunitense Omarion, estratto come secondo singolo dall'album Sex Playlist, pubblicato l'11 novembre del 2014. Il brano presenta il featuring di Chris Brown e Jhené Aiko.
Il brano campiona la canzone Came to Do di Chris Brown, contenuta nell'album X.

## Classifiche
| Classifica (2014-15) | Posizione massima |
| -------------------- | ----------------- |
| Australia            | 79                |
| Belgio (Fiandre)     | 70                |
| Belgio (Vallonia)    | 31                |
| Canada               | 49                |
| Paesi Bassi          | 16                |
| Regno Unito          | 74                |
| Stati Uniti          | 13                |